# ジェイムズ・スティードマン
ジェイムズ・ブレア・スティードマン（英:James Blair Steedman、1817年7月29日 - 1883年10月18日）は、アメリカ合衆国の軍人、出版者および政治家である。南北戦争では北軍の将軍として参戦し、1863年のチカマウガの戦いと1864年のナッシュビルの戦いでの功績で注目された。

## 初期の経歴
スティードマンは1817年夏にペンシルベニア州ノーサンバーランド郡で、5人の子供の2人目として生まれた。子供時代は正式の教育を受けなかった。両親が共に死んだのはスティードマンが15歳の時であり、ペンシルベニア州ルイスバーグの新聞社「ルイスバーグ・デモクラット」の植字工として働いて兄弟を養った。2年後にケンタッキー州ルイビルに移転し、そこでも「ルイビル・ジャーナル」紙の植字工として職を見つけた。1835年にサム・ヒューストのテキサス共和国に参加するまでは印刷工として雇われていた。
テキサス革命で戦った後、スティードマンはペンシルベニア州の家に帰り、公共事業で監督官として働いた。1835年、公共事業の契約者になりたくてオハイオ州に移転したが、当初はその会社に契約を貰えなかった。スティードマンは新聞関係の仕事に戻る決心をしてヘンリー郡のナポレオン市で印刷機を購入し、1838年に「ノースウェスト・デモクラット」紙の出版を始めた。この間にミランダ・スライズと結婚し、公共事業の契約も入ってくるようになった。スティードマンは契約者として繁盛し、ウォバシュ・アンド・エリー運河やトレド・ウォバシュ・アンド・ウェスタン鉄道の初期工事の建設に関わった。
スティードマンは1847年に政治家としての経歴を始め、オハイオ州議会議員を2期務めた。鉄道の車掌として働いた後で、1849年にカリフォルニア州に行き、金鉱を探査した。1850年にオハイオ州に戻り、1852年から1857年は州公共事業局で働き、その4年間のうち3年間は局長を務めた。この期間にはまた、州法廷弁護士会にも入会を認められ、トレドで弁護士業を開業した。「ノースウェスタン・デモクラット・アンド・トレド・タイムズ」紙の編集者となり、また1857年にはオハイオ州兵の第5師団少将にもなり、どちらも1861年に南北戦争が始まるまで続けた。1856年から1860年、アメリカ合衆国議会のための印刷工としても働いた。
1860年、スティードマンはサウスカロライナ州チャールストンで開催された民主党全国大会のオハイオ州代議員団の一員となり、ボルティモアでスティーブン・ダグラスを積極的に支持した。1860年にはまた、トレド地区でアメリカ合衆国下院議員選挙に出馬したが落選した。

## 南北戦争での従軍
1861年に南北戦争が始まった時、スティードマンは北軍に就くことを選び、アメリカ陸軍に志願した。4月27日に第14オハイオ歩兵連隊を立ち上げ、その大佐に選ばれた。第14オハイオ歩兵連隊は当初徴兵90日間の部隊だったが、その期間が切れる秋にスティードマンが再編した。スティードマンは8月13日に志願兵任務を解かれ、その連隊が3年間任務で再徴兵された直後の9月1日に第14オハイオ連隊の正規軍大佐に指名された。スティードマンとその第14オハイオ連隊はバージニア州バーバー郡（現在はウェストバージニア州の一部）で6月のフィルーピーの戦いにおける北軍勝利に加わっていた 。
スティードマンとその連隊は続いて西部戦線に従軍した。1862年1月には現在のケンタッキー州ナンシーの近くでミル・スプリングスの戦いにおける北軍勝利に加わった。また4月遅くと6月初めのミシシッピ州コリンスにおけるコリンスの包囲戦にも参戦した。スティードマンは1862年7月17日に准将に昇進し、オハイオ軍で1個旅団の指揮を任された。
1862年4月のシャイローの戦いにおける北軍勝利に続き、スティードマンとその旅団は秋にケンタッキー州のドン・カルロス・ビューエルの軍隊に派遣された。10月8日のペリービルの戦いではその旅団がルソー准将の師団を補強し、北軍戦線に開いた隙間をタイミングよく埋めて、その師団が戦場から押し出されることを防いだ。スティードマンはビューエルによるこの戦闘の公式報告書で高い評価を受けた。
スティードマンとその旅団は1862年12月から1863年1月のストーンズリバーの戦いでは、このときウィリアム・ローズクランズ少将が指揮を執り、カンバーランド軍と改名されていた軍隊のスピード・S・フライ准将師団の一部として参戦した。

## チカマウガ
1863年秋のテネシー州におけるチカマウガの戦いのとき、スティードマンはジョージ・ヘンリー・トーマス少将の支援のため、9月20日にゴードン・グランジャー少将の予備軍団の前衛隊を指揮した。戦場の北にあったマカフィー教会の陣地で、グランジャーは南の方での戦闘の音を聞いた。グランジャーはローズクランズからの命令無しでスティードマンの旅団をトーマスの絶体絶命の防御努力の支援に派遣したが、このときローズクランズの敗れた軍隊の残りはチャタヌーガに急行していた。
スティードマンは素早く移動し午後2時半頃に到着したが、それは南軍ジェイムズ・ロングストリート中将がトーマス隊の右翼を包み込もうとしているときに間に合った。スティードマンは「チカマウガの戦いでどの士官によって記録された個人的勇気の中でも最も異彩を放つ功績」とされており、ローズクランズの敗北が北軍の大惨事になることを防いだ。軍事歴史家のエズラ・J・ワーナーは「その英雄的行為が戦場に残された北軍を事実上救った」と述べた。この戦闘中、スティードマンは載っていた馬が撃たれて死んだときに負傷した。
1863年遅く、スティードマンは11月23日から25日のチャタヌーガの包囲戦さらには第三次チャタヌーガの戦いに参戦した。スティードマンは1964年5月までチャタヌーガに留まりそこの全軍を指揮し、その間の4月20日に少将に昇進した。またアトランタ方面作戦の多くにも参戦し、続いて6月15日から11月29日と1865年1月5日以降カンバーランド軍のエトワー地区軍を指揮した。

## ナッシュビル
スティードマンはその地区軍指揮官の間の1864年12月15日から16日、ナッシュビルの戦いでトーマス軍と共に戦った。ナッシュビルでのスティードマンは「暫定」師団を指揮し、北軍左翼の11個連隊で構成された。スティードマンは自身の旅団に休暇から戻ってきた他の部隊を足して約6,000名の部隊を作りチャタヌーガから列車で2日間をかけて到着した。スティードマンはナッシュビルに参戦した6人の主要指揮官のうち唯一ウェストポイント（陸軍士官学校）出身者ではない者だった。
この戦闘の数日前、トーマスはこのとき北軍全軍指揮官になっていたユリシーズ・グラント中将に宛てて、部下のジョン・マカリスター・スコフィールド少将が書いた電報を見つけた。その中でスコフィールドはトーマスのテネシー軍が攻撃を始める遅さをこぼしており、それはグラントが繰り返しトーマスを急き立てていることでもあった。トーマスはこの時側にいたスティードマンの方に向いて「スティードマン、スコフィールドがこのような電報を送ることが可能だろうか？」と尋ねると、スティードマンは、指揮官の将軍はスコフィールドの筆跡を識別できる必要があると答えた。トーマスはそれができることを認め、さらに「何故彼はこのような電報を送ったのだろうか？」と尋ねた。スティードマンは指揮官の無邪気さに微笑んで「トーマス将軍、貴方が解任された時に誰が次に指揮官になるのですか？」と答えてスコフィールドのことを暗示した。トーマスは少し考えた後、「あー、分かった」と静かに答えた。
トーマスはスティードマンとその3個旅団からなる師団に12月15日の午前6時に陽動攻撃をかけるように命じ、それによって南軍のテネシー軍右翼（ベンジャミン・F・チーザム少将の軍団）が一日中捉われ、他所で行われる主力攻撃に対して支援できないようにしておくこととした。この命令は後に修正されて、もしスティードマンの師団がうまく攻撃できるならば、そうすべきだとされた。12月16日、トーマスはトマス・J・ウッド少将の軍団に（スティードマン隊と共に）、このときはスティーブン・D・リー少将の軍団が守るテネシー軍右翼への攻撃を命じた。正午に攻撃が始まったが、当初は成功しなかった。スティードマン隊はこの日の最初の攻撃で大きな損失を受け、所属する連隊の1つである第13有色人歩兵連隊は221名を失い、その日の両軍で最も損失の大きい連隊となった。トーマス軍の残りが遂に午後4時にチーザム隊の左翼と中央を突破したとき、ウッドとスティードマンはその攻撃を再開し、トーマス軍の残りがリーの軍団を圧倒して戦場から駆逐することに貢献した。
ナッシュビルの戦い後、スティードマンはエトワーに戻り、その後ジョージア方面軍指揮官を任され1865年7月27日から12月10日までその職を続けた。スティードマンは南北戦争終了後も軍隊に留まったが、1866年8月18日に除隊した。

## 戦後
スティードマンは除隊後にオハイオ州の家に戻った。アンドリュー・ジョンソン大統領の任期中に、ルイジアナ州ニューオーリンズで内国税収入の集金人となり1859年まで務めた。その後再度トレドに戻り、町の「ノーザン・オハイオ・デモクラット」紙編集人となり、1870年にはオハイオ州上院議員に選ばれた。
1883年5月、トレドの警察署長に指名されこの職を死ぬまで務めた。スティードマンはトレドで死に、そこのウッドローン墓地に埋葬されている。